# Anonimowi Hazardziści
Anonimowi Hazardziści – dobrowolne grupy osób cierpiących na uzależnienie od hazardu i pragnących zerwać z nałogiem. Grupa powstała w roku 1957 w USA. W Polsce pierwsza grupa powstała w roku 1995.